# Перишич, Драган
Дра́ган Пе́ришич (серб. Драган Перишић / Dragan Perišić; род. 27 октября 1979, Белград) — сербский футболист, защитник.

## Биография
Драган воспитанник белградского «Хайдука». Первым профессиональным клубом был «Дорчл» из третьего дивизиона. Проблем с определением позиции на футбольном поле не испытывал. Ещё в детском футболе отличался хорошими ростовыми данными, тренеры всегда ставили играть его в центр защиты. После трёх лет в «Дорчле»[уточнить] перешёл в сильный клуб белградский «Железник». В 2004 году перешёл в «Яблонец 97», а в 2005 году в «Пандурий», сыграл все матчи, а в четырёх поединках был даже капитаном. По ходу чемпионата произошла смена тренера, и хоть Перишич доиграл до конца сезона, новый наставник не стал настаивать на продлении контракта, так что он получил статус свободного агента.
В начале сентября 2006 года подписал контракт с украинским клубом «Металлург» (Запорожье). Дебютировал в чемпионате Украины 9 сентября 2006 года в выездном матче «Заря» — «Металлург» (0:0).